# Alan Rough
Alan Roderick Rough (Glasgow, 25 novembre 1951) è un ex calciatore britannico, di ruolo portiere.

## Carriera

### Nazionale
Con la Nazionale scozzese ha partecipato ai Mondiali di calcio 1978, 1982 e 1986.

## Palmarès

### Club
- Scottish Championship: 2

Partick Thistle: 1970-1971, 1975-1976
- Coppa di Lega scozzese: 1

Partick Thistle: 1971-1972
- Campionato scozzese: 1

Celtic: 1987-1988
- Coppa di Scozia: 1

Celtic: 1987-1988

### Individuale
- Giocatore dell'anno della SFWA: 1

1981